# Гончаров, Виктор Константинович
Ви́ктор Константи́нович Гончаро́в (род. 14 марта 1939 года) — профессор кафедры интеллектуальных систем РФиКТ, доктор физико-математических наук.

## Биография
Гончаров В. К. родился в селе Соколовка Красносулинского района Ростовской области. Во время Великой Отечественной войны вместе с матерью переехал на её родину в село Новая Чигла Воронежской области. В 1957 году поступил на физический факультет Воронежского государственного университета. После окончания университета в 1962 году был направлен на работу в Белоруссию. В 1962—1965 года работал инженером-конструктором в СКТБ приборостроительного завода им. В. И. Ленина. В 1965 году был приглашён на работу в Институт физики АН БССР.
В 1973 году защитил кандидатскую диссертацию по теме «Воздействие лазерного излучения на поглощающие материалы, как источник движущейся низкотемпературной плазмы». В 1993 году Гончаров В. К. защитил докторскую диссертацию на тему «Взаимодействие лазерного излучения с металлами в режиме образования эрозионной плазмы с конденсированной дисперсной фазой». В 2006 году присвоено звание профессора по специальности «физика». Гончаров В. К. является членом двух Советов по защите докторских диссертаций: Д01.05.01, Д02.01.10.
С июля 1979 года работает в НИИ ПФП им. А. Н. Севченко БГУ. Он является организатором лаборатории лазерной плазмодинамики и её бессменным заведующим по настоящее время. Гончаров В. К. — физик экспериментатор, специалист в области квантовой электроники, взаимодействия лазерного излучения с веществом, лазерной плазмодинамики, нанотехнологий, автоматизации научного эксперимента.
За время работы Гончаровым опубликовано более 360 научных работ. Под его руководством защищено 8 кандидатских диссертаций. Гончаров В. К. — лауреат Государственной премии Республики Беларусь, лауреат премии им. А. Н. Севченко, изобретатель СССР. За успешную научную и общественную работу неоднократно награждался почётными грамотами Минвуза БССР, БГУ и НИИПФП. Гончаров В. К. является членом редколлегии журнала «Электроника-инфо».

## Награды
- Государственная премия Республики Беларусь
- Премия имени А. Н. Севченко
- Изобретатель СССР

## Научные интересы
Научный руководитель ряда научно-технических заданий, выполняемых в рамках Государственных научно-технических программ. На основе всесторонних фундаментальных исследований состава эрозионных лазерных факелов с учётом наличия в них мелкодисперсной конденсированной фазы материала мишени обосновал новую физическую модель разрушения металлов под действием лазерного излучения умеренной плотности мощности. Для большой группы металлов экспериментально определил энергетические пределы применимости этой модели, что имеет принципиально важное значение для прогнозирования и оптимизации лазерных технологий обработки металлов. Обнаружил и изучил новое физическое явление — эффект низкопороговой плазменной вспышки, инициируемой доиспоряющимися частицами конденсированной фазы материала мишени. Разработал методику контроля размеров и концентрации частиц мелкодисперсной фазы в плазменных потоках в реальном времени их существования. Под руководством Гончарова В. К. разработан и создан широкий спектр приборов на основе ПЗС-датчиков, предназначенных для автоматизированных измерений пространственного распределения световой энергии.

## Некоторые научные публикации
1. V.K. Goncharov, K.V. Kozadaev, M.V. Puzyrev The Influence of ND Laser Irradiation Parameters on Dynamics of Metal Condensed Phase Propagating Near Target / «Engineering Physics and Mechanics: Analyses, Prediction and Applications» Editors: Matias Sosa and Julián Franco, ISBN 978-1-60876-227-9, pp. 441–471.
2. А. П. Бык, К. Гончаров, К. В. Козадаев, М. В. Пузырев, А. Ф. Чернявский «Автоматизированный контроль пространственно-временных характеристик импульсного лазерного излучения» Лабораторный практикум по курсу «Обработка информации в радиофизических системах», Минск: БГУ, 2008. — 32 с.
3. Goncharov, V.K. Laser probing of optical media with nanodimensional particles / V.K. Goncharov, K.V. Kozadaev, M.I. Kunitskii and M.V. Puzyrev // Journal of Engineering Physics and Thermophysics. — 2005. — V. 78, № 6. — P. 1171—1174.
4. Goncharov, V.K. Optical behavior of some nanosized structures formed due to laser irradiation / V.K. GoncharovK.V. Kozadaev, V.K.Goncharov, D.F. Ismailov, M.V. Puzyrou // Optical memory & Neural Networks (Information Optics). — 2007. — V. 16, № 4. — P. 254—262.
5. Goncharov, V.K. The investigation of two-phase plasma fluxes of silver / V.K. Goncharov, K.V. Kozadaev and D.V. Shchegrikovich // Publ. Astron. Obs. Belgrade. — 2007. -№ 82. — P. 45-55.
6. Goncharov, V.K. Combination method for monitoring the characteristics of aqueous suspensions of metallic nanoparticles / V.K. Goncharov, K.V. Kozadaev, V.I. Popechits and M.V. Puzyrev // Journal of Applied Spectroscopy. — 2008. — V. 75, № 6. — P. 892—897.
7. Goncharov, V.K. Possibilities of obtaining nickel nanoparticles in an aqueous medium using laser action / V.K. Goncharov, K.V. Kozadaev, M.I. Markevich, M.V. Puzyrev and D.L. Slavashevich // Journal of Engineering Physics and Thermophysics. — 2008. — V. 81, № 2. — P. 217—222.
8. Goncharov, V.K. Erosion laser torch in the light of the gating radiation from an auxiliary laser / V.K. Goncharov, K.V. Kozadaev, M.V. Puzyrev and D.L. Slavashevich // Journal of Engineering Physics and Thermophysics. — 2008. — V. 81, № 2. — P. 223—227.
9. Goncharov, V.K. Dynamics of parameters of an erosion torch formed under the action of submicrosecond laser radiation on a zinc target / V.K. Goncharov, K.V. Kozadaev, M.V. Puzyrev and V.M. Stetsik // Journal of Engineering Physics and Thermophysics. — 2009. — V. 82, № 4. — P. 630—634.
10. Goncharov, V.K. The investigation of two-phase plasma fluxes of silver / V.K. Goncharov, K.V. Kozadaev and D.V. Shchegrikovich // Publ. Astron. Obs. Belgrade. — 2010. -№ 89. — P. 139—141.
11. Goncharov, V.K. Formation and complex investigation of spectral-morphologic parameters of Ag nanoscale phase in polymer film / V.K. Goncharov, K.V. Kozadaev and D.I. Shiman // Journal of Applied Spectroscopy. — 2010. — V. 83, № 5. — P. 675—679.
12. Goncharov, V.K. Formation of the condensed phase of metals exposed to submicrosecond laser pulses / V.K. Goncharov and K.V. Kozadaev // Journal of Engineering Physics and Thermophysics. — 2010. — V. 83, № 1. — P. 90-95.
13. Goncharov, V.K. Start of condensation in erosional jets of metals subjected to highly intense submicrosecond laser action / V.K. Goncharov, K.V. Kozadaev and D.V. Shchegrikovich // Journal of Engineering Physics and Thermophysics. — 2011. — V. 84, № 4. — P. 781—786.
14. Goncharov, V.K. Laser synthesis of optical media with silver nanoparticles by nanosecond pulses at air / V.K. Goncharov, K.V. Kozadaev and D.V. Shchegrikovich // Optical memory & Neural Networks (Information Optics). — 2012. — V. 20, № 4. — P. 255—259.
15. Goncharov, V.K. Formation and investigation of optical media containing gold nanoparticles / V.K. Goncharov, K.V. Kozadaev, D.I. Shiman and D.V. Shchegrikovich // Journal of Engineering Physics and Thermophysics. — 2012. — V. 85, № 1. — P. 42-47.
16. Goncharov, V.K. Investigation of noble metals colloidal systems formed by laser synthesis at air / V.K. Goncharov, K.V. Kozadaev and D.V. Shchegrikovich // Advances in Optical Technologies. — 2012. — V. 2012, Article ID 907292, doi: 10.1155/2012/907292.
17. Goncharov, V.K. Laser synthesis and investigation of the spectral-morphological characteristics of aqueous colloids of noble metals (Ag, Au, Pt) / V.K. Goncharov, K.V. Kozadaev and D.V. Shchegrikovich // Journal of Engineering Physics and Thermophysics. — 2012. — V. 85, № 4. — P. 788—793.
18. Goncharov, V.K. Dynamics of the Optical Characteristics of Erosion Laser Flares of Metals Formed by Intense Nanosecond Laser Pulses Under Atmospheric Conditions / V.K. Goncharov, K.V. Kozadaev and D.V. Shchegrikovich // Journal of Applied Spectroscopy. — 2013. — V. 80, № 3. — P. 395—402.
19. Goncharov, V.K. Complex optical method of express diagnostics of transparent media containing nanoparticles of noble metals / V.K. Goncharov and K.V. Kozadaev // Journal of Engineering Physics and Thermophysics. — 2013. — V. 86, № 4. — P. 868—874.
20. Goncharov, V.K. Formation of the condensed phase of metals exposed to intense nanosecond pulses at atmospheric pressure / V.K. Goncharov, K.V. Kozadaev, V.V. Makarov and D.V. Shchegrikovich // Journal of Engineering Physics and Thermophysics. — 2013. — V. 86, № 4. — P. 805—810.
21. Goncharov, V.K. Occurrence of erosion processes in the near-surface region of metals exposed to intense nanosecond laser pulses / V.K. Goncharov, K.V. Kozadaev, V.V. Makarov and D.V. Shchegrikovich // Journal of Engineering Physics and Thermophysics. — 2013. — V. 86, № 4. — P. 798—804.
22. Goncharov, V.K. A Measurement System for Complex Optical Investigations of Erosion Laser Jets / V.K. Goncharov and K.V. Kozadaev // Instruments and Experimental Techniques. — 2014. — V. 57, № 6. — P. 729—735.
23. Goncharov, V.K. Diagnostics of the Monolayer Silver Nanostructures on a Solid Substrate Using the Bifactorial Analysis of the SPR Band / V.K. Goncharov , K.V. Kozadaev and E.P. Mikitchuk // High Temperature Material Processes — 2014. — V. 18, № 3. — P. 201—213.
24. Goncharov, V.K. Comprehensive optical diagnostics of laser-induced plasma objects / V.K. Goncharov , K.V. Kozadaev, E.P. Mikitchuk and A.G. Novikau// Journal of Physics: Conference Series — 2016. — V. 666, № 1012016. — P. 1-3, doi: 10.1088/1742-6596/666/1/012016.
25. V.Goncharov, G.Gusakov, M.Puzyrev, M.Samtsov «Pulsed laser deposition of diamond-like amorphous carbon films from different carbon targets»// Publ. Astron. Obs. Belgrade 2010, No.89 P.125-129.
26. Гончаров, В. К. Напыление металлических плёнок лазерным методом [Текст] / В. К. Гончаров, Г. А. Гусаков, В. И. Попечиц, М. В. Пузырев // Вестник БГУ.- 2013. — Сер. 1. № 3 — С.50-55.
27. Goncharov, V.K. Deposition of zinc films by laser method [Текст]/ V.K.Goncharov, G.A. Gusakov, M.V. Puzyrev // Quantum Electronics. — 2015. V.45, № 4. — P. 339—344.